# Blackburn Firecrest
Blackburn B-48 Firecrest, značený také jako YA.1, byl britský jednomotorový jednomístný palubní útočný stíhací letoun vyvíjený podle specifikace S.28/43 Ministerstva letectví jako náhrada za nepovedený Blackburn Firebrand.

## Vývoj
Vývoj probíhal ve společnosti Blackburn Aircraft pod vedením konstruktéra C. E. Pettyho. Nový stroj měl odstranit nectnosti předešlého typu Blackburn Firebrand, který byl zamýšlen jako výkonný palubní stíhací či stíhací-bombardovací letoun. Bylo potřeba zvýšit výkony, odstranit špatný výhled z kabiny atd., což si vyžádalo přepracování celého trupu i křídla.
Kokpit s kapkovitým překrytem byl posunut více dopředu a mírně vyvýšen pro zlepšení výhledu a do přídě byl zabudován silnější dvojhvězdicový 18válec Bristol Centaurus 59 pohánějící pětilistou vrtuli, záď zůstala podobná Firebrandu s typicky předsazenou svislou ocasní plochou. Křídlo bylo nové, svým prohnutím připomínalo americký Vought F4U Corsair. Byly použity Fowlerovy klapky pro dobré letové vlastnosti při nízkých rychlostech a na obou stranách křídla byly umístěny výsuvné brzdy střemhlavého letu. Podvozek zůstal klasický ocasní. Námořní vybavení obsahovalo přistávací hák se za ostruhovým kolečkem, křídlo se hydraulicky skládalo nadvakrát.
První prototyp RT651 byl zalétán 1. dubna 1947 a dále byla postavena ještě dvě letadla. Prototypy nebyly vyzbrojeny, počítalo se ale se čtyřmi 20mm kanóny Hispano v křídle a se závěsníky pod trupem pro torpédo a pod nosnými plochami pro pumy. Projekt byl posléze zastaven kvůli rozhodnutí zavést do výzbroje na pozici útočného palubního letounu stroje s perspektivnějším turbovrtulovým motorem, jako např. Westland Wyvern.

## Specifikace

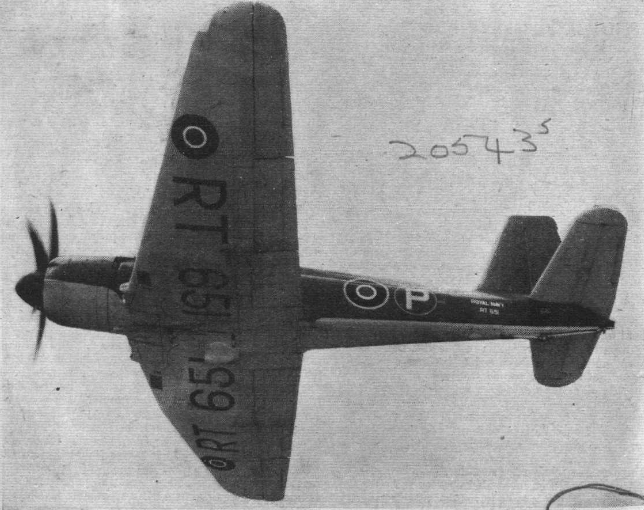
Blackburn Firecrest

### Technické údaje
- Osádka: 1 pilot
- Rozpětí: 13,7 m
- Délka: 12 m
- Výška: 4,44 m
- Nosná plocha: 33,58 m²
- Hmotnost prázdného stroje: 4773 kg
- Max. vzletová hmotnost : 6887 kg
- Pohonná jednotka: 1× vzduchem chlazený 18válcový dvojhvězdicový motor Bristol Centaurus 59
- Výkon pohonné jednotky: 2473 k (1844 kW)

### Výkony
- Cestovní rychlost: 480 km/h ve výšce 3050 m
- Maximální rychlost: 615 km/h
- Dolet: 2315 km s torpédem a přídavnými nádržemi
- Dostup: 10 210 m
- Stoupavost: 10,7 m/s

### Výzbroj
- 4× kanón Hispano Mk. II ráže 20 mm
- pod trupem závěsník pro 840kg torpédo, pod křídly pak pro dvě 454kg bomby nebo pro přídavné nádrže